# شریل کرو
شریل سوزن کرو (به انگلیسی: Sheryl Suzanne Crow) (زاده ۱۱ فوریهٔ ۱۹۶۲) خواننده-ترانه‌سرا و موسیقی‌دان آمریکایی است. موسیقی او راک، کانتری، پاپ، فولک و بلوز را به یک صوت واحد اصلی درهم‌می‌آمیزد. شریل کرو برنده ۹ و نامزد ۲۲ جایزهٔ گرمی در طول سوابق هنری خود است. آهنگ تمام آن‌چه می‌خواهم انجام دهم به تنهایی ۳ جایزه گرمی را در ۱۹۹۴ نصیب وی کرد.
کرو مدتی با لانس آرمسترانگ رفاقت نزدیک داشت، و همانند آرمسترانگ (که بر سرطان بیضه پیروز گردید) از سرطان سینه جان سالم بدر برد.
شریل با خوانندگان و هنرمندان سرشناسی همانند رولینگ استونز، میک جگر، مایکل جکسون، اریک کلپتون، لوچیانو پاواروتی، کید راک و استینگ همکاری کرده‌است.
او همچنین در فیلم مرد منفی بازی کرده‌است.

## آلبوم‌ها
- باشگاه موسیقی شب سه‌شنبه (۱۹۹۳)
- شریل کرو (۱۹۹۶)
- جلسه‌های گلوب (۱۹۹۸)
- زودباش، زودباش (۲۰۰۲)
- گل‌های وحشی (۲۰۰۵)
- انحراف‌ها (۲۰۰۸)
- کریسمس در خانه (۲۰۰۸)
- ۱۰۰ مایل دور از ممفیس (۲۰۱۰)
- مانند خانه است (۲۰۱۳)
- خودم باشم (۲۰۱۷)